# Alexander Schall
Alexander Schall (* 1970) ist ein deutscher Jurist.

## Leben
Von 1992 bis 1996 studierte er Rechtswissenschaften in Konstanz. Nach dem Referendariat (1996–1998) am Landgericht Konstanz und der Promotion (1998–2000) an der Ludwig-Maximilians-Universität München bei Claus-Wilhelm Canaris war er von 2001 bis 2002. Rechtsanwalt im Gesellschaftsrecht bei Linklaters, Köln. Nach dem Masterstudium (2002–2003) im englischen Recht an der University of Oxford war er von 2003 bis 2007 wissenschaftlicher Mitarbeiter und Habilitand an der Universität Hamburg (Lehrstuhl Heribert Hirte). Von 2008 bis 2011 war er Privatdozent und Lehrstuhlvertreter (u. a. Göttingen, Bonn, München). Seit 2011 ist er Universitätsprofessor für Deutsches, Europäisches und Internationales Privat- und Unternehmensrecht, Rechtsvergleichung an der Leuphana Universität Lüneburg.
Zu Schalls Tätigkeitsschwerpunkten gehören Handels- und Gesellschaftsrecht, bürgerliches Recht, internationales Privatrecht sowie Rechtsvergleichung (insbesondere Common Law).

## Schriften (Auswahl)
- Leistungskondiktion und „sonstige Kondiktion“ auf der Grundlage des einheitlichen gesetzlichen Kondiktionsprinzips. Beck, München 2003, ISBN 3-406-50483-3.
- Kapitalgesellschaftsrechtlicher Gläubigerschutz. Grund und Grenzen der Haftungsbeschränkung nach Kapitaldebatte, MoMiG und Trihotel. Beck, München 2009, ISBN 978-3-406-59084-9.
- mit Thomas Heidel: Bilanzierungsvorschriften. Spezialkommentar zu den §§ 238-342e HGB. IDW, Düsseldorf 2019, ISBN 3-8021-2428-6.
- mit Thorsten Reinhard (Hg.): SchVG, Gesetz über Schuldverschreibungen aus Gesamtemissionen. Kommentar. De Gruyter, Berlin 2020, ISBN 3-11-057684-8.